# Marengo - SNCF (metropolitana di Tolosa)
Marengo - SNCF è una stazione della metropolitana di Tolosa, inaugurata il 26 giugno 1993. È dotata di una banchina a otto porte e perciò può accogliere treni composti da due vetture.

## Architettura
L'opera d'arte che si trova nella stazione, è stata realizzata da Bernard Gerboud, e consiste in quattro volumi di luce, bianca, azzurra, rosa e blu, che evocano i colori  e la luce naturale di Tolosa; inoltre rappresentano i due elementi esteriori, l'aria e l'acqua, che sono i veicoli della luce.

## Servizi
La stazione dispone di:
- Biglietteria automatica
- Scale mobili